# Роби Макјуен
Роби Макјуен (енгл. Robbie McEwen; Бризбејн, 24. јун 1972) је бивши аустралијски професионални бициклиста, рођен у Бризбејну. Професионалац је био од 1996 до 2012. године. Макјуен је, као бивши светски шампион у BMX-у, почео да вози друмски бициклизам са 18 година, а професионалац је постао са 24. Макјуен је три пута освајао класификацију по поенима на Тур де Франсу, као један од најбржих спринтера тада. Освојио је по 12 етапа на Туру и на Ђиру.

## Каријера
Професионалну каријеру почео је 1996. године, у холандском тиму Рабобанк, пре Рабобанка, Макјуен је био члан Института за спорт у Канбери, а прве знаке да ће бити добар спринтер показао је на трци Мира у Чешкој 1994. где је освојио три етапе.
Прве године у професионалцима освојио је три етапе на Хералд сан туру и етапу на Вуелта Мурсији. Учествовао је и на Олимпијским играма 2008 у Пекингу и завршио је на 23 месту. 1997. остварио је 12 победа и учествовао је први пут на Тур де Франсу. Прву победу на Тур де Франсу остварио је 1999. када је победио на етапи 20. 2000. је учествовао на Олимпијским играма у Сиднеју и завршио је на 19 месту, а у сезони је забележио само четири победе.
2001. је била изузетно успешна за Макјуена, остварио је 20 победа у сезони, а 2002. је освојио национално првенство и класификацију по поенима на Тур де Франсу, чиме је постао први Аустралијанац који је то успио. 2002. је забележио чак 30 победа, али му је измакла победа на светском првенству, освојио је друго место.
Класификацију по поенима на Тур де Франсу освојио је 2004. по други пут, победивши Ерика Цабела и Тора Хушовда, који су били такође врхунски спринтери. 2004. је по трећи пут возио на Олимпијским играма, које су биле одржане у Атини, али опет није успио да освоји медаљу, завршио је на 11 месту. 2005. је освојио национално првенство, а остварио је 25 победа у сезони, а 2006. је освојио класификацију по поенима на Тур де Франсу по трећи пут и остварио је 26 победа у сезони.
2007. је почео победом на Бај класику, а затим је освојио по етапу на Тур Даун андеру и Тирено—Адриатику. Етапу је освојио и на Ђиро д’Италији и Туру Швајцарске, пре Тур де Франса. На Тур де Франсу, победио је на другој етапи, а та победа је била сјајна, јер је Макјуен пао на 20 километара до циља, успио да се врати у групу и да победи у спринту. Није успио да заврши Тур јер га је на осмој етапи ухватила временска рампа. До краја сезоне освојио је Париз—Брисел.
2008. је освојио етапу на Туру Романдије и две на Туру Швајцарске, док је Тур де Франс завршио без победе. До краја сезоне освојио је Париз—Брисел. 2009. је остварио само три победе, а 2010. шест, али ниједну на великим тркама. 2011. је остварио четири победе на тркама у Белгији и једну у Аустралији. 2012. освојио је по једну трку у Сингапуру и Аустралији. Задња трка била му је Тур Калифорније, где није забележио победу. Задњу сезону је возио за аустралијски професионални тим Грин Еџ (енгл. GreenEdge).
Након завршетка каријере, био је спортски директор у Грин еџ тиму 2013. године, а затим је наставио као саветник и тренер спринтера.
2013. се вратио тркању на Критеријуму Носа у Аустралији, који је освојио.